# Джамаль Махамат
Джамаль Абдулайе Махамат Бинди (араб. جمال محمد بيندي‎; 26 апреля 1983, Триполи, Ливия) — ливийский футболист, полузащитник сборной Ливии.

## Карьера
Джамаль Махамат начал карьеру в Ливии. Позже он играл в португальском клубе «Салгейруш», во французских клубах «Стад Монтуа», «Авирон Байонна», «Саннуа-Сен-Гратьян». В ноябре 2007 года футболист был на просмотре в английских клубах «Хартлпул Юнайтед» и «Брэдфорд Сити». В 2008 году Джамаль Махамат подписал контракт с клубом «Бейра-Мар» из Португалии, который выступал в Лиге ди онра (втором по силе дивизионе страны). В сезоне 2009/10 футболист помог команде занять первое место и получить право на участие в Лиге Сагриш. Сезон 2010/11 оказался для Джамаля Махамата наиболее успешным в карьере: он 27 раз выходил на поле, забил 3 гола, и в итоге «Бейра-Мар» занял место в середине таблицы чемпионата Португалии. Удачные выступления игрока привлекли внимание нескольких португальских клубов, и в мае 2011 года после окончания футбольного сезона ливийский футболист был куплен клубом «Спортинг» из Браги. Джамаль Махамат перешёл в новый клуб 1 июня 2011 года, подписав четырёхлетний контракт.

## Достижения
- Обладатель Кубка португальской лиги: 2012/13